# SpVg 05/07 Odenkirchen
SpVg 05/07 Odenkirchen is een Duitse sportclub uit Odenkirchen, een stadsdeel van Mönchengladbach, Noordrijn-Westfalen. Tot 1929 was Odenkirchen een zelfstandige gemeente.

## Geschiedenis
De eerste club in de Odenkirchen werd opgericht als Odenkirchener Seminar FC 1905 en speelde in blauw-wit-rode tenues. De studentenclub kende slechts een korte bloeiperiode, maar zorgde ervoor dat de interesse in de voetbalsport in Odenkirchen aangewakkerd werd.
In juli 1907 werd FC Hohenzollern opgericht, in deze tijd speelden meerdere clubs onder deze naam, ter ere van het Duitse keizershuis. Enkele ontevreden spelers van de club richtten de nieuwe club Borussia op. De nieuwe club kreeg niet de steun van de bevolking en in 1911 besloten beide clubs te fuseren tot SC Odenkirchen 1911. In 1913 sloot de club zich aan bij de West-Duitse voetbalbond en begon in de laagste klasse van de competitie. Door het uitbreken van de Eerste Wereldoorlog kwam het voetbal een tijd stil te liggen en na de oorlog werden Hohenzollern en Borussia terug apart opgericht. Na een 11:0 zege van Hohenzollern op Borussia besloten de clubs opnieuw te fuseren en nu met de naam SV 07 Odenkirchen met de huidige zwart-gele clubkleuren. In 1922 kon de club voor het eerst promoveren naar de B-klasse. De competitie werd over twee seizoenen gespreid met een heen- en terugronde. Op de laatste speeldag in 1926 ontving de club leider Rhenania Würselen en gaf de club een pak rammel met 13:0 en kwam dan samen met Waldhausen aan de leiding. Na nog een onderlinge confrontatie kon de club de titel binnen halen.
De club promoveerde nu naar de hoogste klasse van de Rijncompetitie. Voor de seizoensstart werden vriendschappelijke wedstrijden gespeeld tegen toekomstige concurrenten die echter met zware cijfers verloren werden; 1:9 tegen Rheydter SpV 05 en 1:7 tegen VfL Borussia München-Gladbach. Aan de seizoensstart kregen ze Rheydter SpV op bezoek dat een van de sterkste clubs uit de omgeving was. Rheydt dacht de overwinning op zak te hebben nog voor de wedstrijd gespeeld was maar botste op een sterk Odenkirchen en na het verlies van een geblesseerde speler werd de club met 5:0 afgestart door de neo-eersteklasser. De club ging verder op zijn elan en draaide mee aan de top. In de laatste competitiewedstrijd moest de club tegen SV 1910 Lürrip spelen, thuis voor 10.000 toeschouwers. Odenkirchen won en eindigde zo samen met Borussia München-Gladbach op de eerste plaats. Beide clubs stonden tegenover elkaar voor de titel en Odenkirchen won deze wedstrijd met 2:3 en plaatste zich zo voor de finalegroep van de Rijncompetitie. De club moest het nu tegen onder andere twee Keulse clubs opnemen (CfR 1899 Köln en SpVgg Sülz 07) en eindigde samen met CfR op de eerste plaats. Opnieuw moest er een bijkomende wedstrijd gespeeld worden. Voor 32.000 toeschouwers beet de club nu echter in het zand en verloor met 4:1, maar mocht wel nog als vicekampioen naar de West-Duitse eindronde. In een groep met zes andere vicekampioenen werd de club voorlaatste. Het nationale elftal verloor rond deze tijd een wedstrijd en in een Akense krant stond geschreven dat dit niet gebeurd zou zijn als het elftal de aanvalles van Odenkirchen had. Willy Schwiers is de enige speler van de club die ooit werd opgeroepen voor het nationale elftal, en dat in een vriendschappelijke wedstrijd tegen Luxemburg.
Na dit sterke seizoen verlieten enkele spelers de club en enkele spelers werden geblesseerd. Tijdens een wedstrijd tegen Sülz 07 werden twee spelers uitgesloten, waarvan zelfs eentje levenslang geschorst werd, al werd deze straf later ingetrokken. De club verkeerde in degradatiegevaar maar kon zich nog net redden. In 1928 fuseerde de club met Sportfreunde 05 Mülfort en nam zo de huidige naam aan. De club degradeerde maar kon na één seizoen weer terugkeren. Bij de terugkeer eindigde de club samen met Mülheimer SV 06 op de tweede plaats, achter TSV Alemannia Aachen. In een play-off voor de tweede plaats won Odenkirchen met 5:6. In 1931/32 werd de club met twee punten voorsprong op VfR Köln 04 rrh. groepswinnaar. In de finaleronde met Sülz 07 en Alemannia Aachen liet de club het echter afweten. Het volgende seizoen werd de club vierde, echter werd hierna de competitie grondig geherstructureerd toen de NSDAP aan de macht kwam in Duitsland. De West-Duitse bond werd ontbonden en de vele competities maakten plaats voor drie Gauliga's waar voor Odenkirchen zich niet plaatste. De club slaagde er later ook niet meer in om te promoveren. Sindsdien zakte de club langzaam maar zeker weg naar de laagste Duitse reeksen.